# William Hogenson
William Hogenson (* 26. Oktober 1884 in Chicago; † 14. Oktober 1965 ebenda) war ein US-amerikanischer Leichtathlet und Olympiateilnehmer.
Bei den III. Olympischen Sommerspielen 1904 in St. Louis gewann er die Silbermedaille im 60-Meter-Lauf zwischen den beiden anderen US-Amerikanern Archie Hahn (Gold) und Fay Moulton (Bronze), die Bronzemedaille im 100-Meter-Lauf hinter den beiden anderen US-Amerikanern Archie Hahn (Gold) und Nate Cartmell (Silber), sowie nochmals die Bronzemedaille im 200-Meter-Lauf hinter den gleichen Athleten und Positionen wie über 100 Meter.